# Chris Owen
Chris Owen (Royal Oak, 25 settembre 1980) è un attore statunitense.
Nella sua carriera si è distinto maggiormente in produzioni di film commedia, ottenendo la fama internazionale principalmente per aver ricoperto il ruolo di Chuck Sherman (soprannominato lo Sherminator), nella serie di film American Pie. Nel 1999 ottenne una candidatura agli YoungStar Award come miglior giovane attore in un film drammatico, per il ruolo di Quentin Wilson, nel film Cielo d'ottobre diretto da Joe Johnston.

## Biografia
Chris Owen nasce in Michigan, negli Stati Uniti d'America il 25 settembre 1980. Durante la sua infanzia la famiglia si trasferisce in California, ed inizia a recitare all'età di 10 anni, ottenendo una piccola parte nel film TV Le peloton d'exécution del 1991. Due anni più tardi recita nella serie televisiva La famiglia Brock e nella sitcom Crescere, che fatica! e nel 1994 prende parte al suo primo film, Una lunga pazza estate diretto da Bob Clark. Nel 1995 recita nell'episodio pilota della serie VR.5 e ottiene il ruolo dell'esile cadetto Wuligar, nel film Il maggiore Payne con protagonista Damon Wayans; nello stesso anno viene scritturato nel film Angus. 
Nel 1996 ottiene un ruolo nella commedia La pecora nera, recitando anche in un episodio della serie The Faculty e in due episodi della prima stagione del dramma familiare Settimo cielo, La gara delle zucche e Cuccioli, nei panni del piccolo Sam. Nel 1997 prende parte al film The Ride e ad alcune serie televisive quali Social Studies, Sister, Sister e Meego, oltre al film TV Veronica's Video; nel 1998 ha recitato nella commedia adolescenziale Giovani, pazzi e svitati. Dopo aver girato la commedia sentimentale Kiss Me, Owen ottenne il ruolo di Quentin Wilson nel film diretto dal Premio Oscar Joe Johnston, dal titolo Cielo d'ottobre, con protagonista Jake Gyllenhaal ed un cast eccelso che comprendeva, fra gli altri, Chris Cooper e Laura Dern. Grazie alla sua interpretazione, Owen ottenne una candidatura agli YoungStar Award come miglior giovane attore in un film drammatico. 
Ottiene la sua fama internazionale grazie al ruolo di Chuck Sherman, soprannominato lo Sherminator, nella commedia sentimentale di successo American Pie del 1999 diretta dai fratelli Paul e Chris Weitz. Conclude l'anno recitando in un episodio della serie televisiva G vs E.

## Filmografia

### Cinema
- Una lunga pazza estate (It Runs in the Family), regia di Bob Clark (1994)
- Il maggiore Payne (Major Payne), regia di Nick Castle (1995)
- Angus, regia di Patrick Read Johnson (1995)
- La pecora nera (Black Sheep), regia di Penelope Spheeris (1996)
- The Ride, regia di Michael O. Sajbel (1997)
- Giovani, pazzi e svitati (Can't Hardly Wait), regia di Harry Elfont (1998)
- Kiss Me (She's All That), regia di Robert Iscove (1999)
- Cielo d'ottobre (October Sky), regia di Joe Johnston (1999)
- American Pie, regia di Paul Weitz e Chris Weitz (1999)
- Pronti alla rissa (Ready to Rumble), regia di Brian Robbins (2000)
- Going Greek, regia di Justin Zackham (2001)
- American Pie 2, regia di James B. Rogers (2001)
- Maial College (Van Wilder), regia di Van Wilder (2002)
- A Midsummer Night's Rave, regia di Gil Cates Jr. (2002)
- Lady Killers, regia di Gary Preisler (2003)
- Dorm Daze - Un college di svitati (National Lampoon Presents Dorm Daze), regia di David e Scott Hillenbrand (2003)
- Oceano di fuoco - Hidalgo (Hidalgo), regia di Joe Johnston (2004)
- Dear Wendy, regia di Thomas Vinterberg (2005)
- American Pie Presents: Band Camp, regia di Steve Rash (2005)
- Dorm Daze 2, regia di David e Scott Hillenbrand (2006)
- The Mist, regia di Frank Darabont (2007)
- Just Add Water, regia di Hart Bochner (2008)
- The Life of Lucky Cucumber, regia di Sam Macaroni (2009)
- Super Capers: The Origins of Ed and the Missing Bullion, regia di Ray Griggs (2009)
- Hit List, regia di Minh Collins (2011)
- Fortress, regia di Mike Phillips (2012)
- American Pie: Ancora insieme (American Reunion), regia di Jon Hurwitz e Hayden Schlossberg (2012)
- Love, Gloria, regia di Nick Scown (2012)
- Off-time, regia di Robert L. Mickles (2013)
- Bachelors, regia di Kenny Young (2015)
- Ves etot dzhem, regia di Sash Andranikian (2016)
- '77, regia di Patrick Read Johnson (2021)
- Off-Time, regia di Robert L. Mickles (2022)

### Televisione
- Le peloton d'exécution – film TV (1991)
- La famiglia Brock – serie TV, episodio 1x13 (1993)
- Crescere, che fatica! – serie TV, episodio 1x04 (1993)
- VR.5 – serie TV, episodio 1x01 (1995)
- The Faculty – serie TV, episodio 1x06 (1996)
- Settimo cielo – serie TV, episodi 1x06-1x12 (1996-1997)
- Social Studies – serie TV (1997)
- Sister, Sister – serie TV, episodio 4x20 (1997)
- Meego – serie TV, episodio 1x04 (1997)
- Veronica's Video – film TV (1997)
- G vs E – serie TV, episodio 1x02 (1999)
- Brutally Normal – serie TV, episodio 1x03 (2000)
- F.B.I. Protezione famiglia – serie TV, episodi 1x24-1x25 (2001)
- Everwood – serie TV, episodio 1x15 (2003)
- Detective Monk – serie TV, episodio 2x09 (2003)
- Senza traccia – serie TV, episodio 3x01 (2004)
- Brothers & Sisters - Segreti di famiglia – serie TV, episodio 1x02 (2006)
- The Mentalist – serie TV, episodio 4x09 (2011)
- Criminal Minds – serie TV, episodio 12x08 (2016)
- Hand of God – serie TV, episodi 2x09-2x10 (2017)
- L'ultimo Sharknado - Era ora! – film TV (2018)
- Joy & Hope – film TV (2020)
- A Cape Cod Christmas – film TV (2021)

### Cortometraggi
- Something Corporate: If You C Jordan, regia di Richard Reines (2002)
- Old Man Music, regia di Scott Slone (2005)
- Party Legends, Pledges and 'Bull'-ies (2007)
- Expired, regia di A. Michael Colton (2011)
- Undead: A Love Story, regia di J.P. Morgan (2012)

## Riconoscimenti
- YoungStar Award
  - 1999 – Candidatura al miglior giovane attore in un film drammatico per Cielo d'ottobre

## Doppiatori italiani
Nelle versioni in italiano delle opere in cui ha recitato, Chris Owen è stato doppiato da:
- Corrado Conforti in American Pie - Il primo assaggio non si scorda mai, American Pie 2, American Pie: Band Camp, American Pie: Ancora insieme
- Gabriele Lopez in The Mentalist, Criminal Minds
- David Chevalier in Cielo d'ottobre
- Stefano Crescentini in Maial College
- George Castiglia in Detective Monk
- Massimo Di Benedetto in Dorm Daze - Un college di svitati
- Luigi Morville in Dear Wendy
- Fabrizio De Flaviis in The Mist